# Neprebojno steklo
Neprebojno steklo z drugimi besedami imenujemo tudi balistično steklo, steklo neprepustno za krogle oziroma transparentni oklep. Je tip močnega, ampak optično preglednega materiala, kateri je še posebej odporen na različne vrste prebojev oziroma udarcev. Tako kot katerikoli material, tudi neprebojno steklo ni stoodstotno neprebojno. Ponavadi je le to narejeno iz kombinacije dveh ali več vrst stekla, eno je trdo in eno mehko. Mehkejša plast naredi steklo bolj elastično in se zato ob poskusu preboja upogne in ne razbije na prafaktorje. Lomni količnik svetlobe za stekli uporabljeni v neprebojnih plasteh mora biti skoraj enak drug drugemu, kar omogoča transparentnost stekla in čisti, neoviran pogled skozi steklo. Debelina neprebojnega stekla je različna in znaša od 19 mm do 89 mm. 
Takšna stekla se vgrajuje predvsem v stavbah (zlatarne, ambasade, varovani objekti, ...), kjer je potrebno zagotoviti varnost predmetov in v privatnih vozilih (predsedniško, vozila za spremstvo pomembnih ljudi, VIP) ter vozilih vojske.
| RAZRED | TIP           | KALIBER NABOJA | STRELIVO   | TEŽA (g) | RAZDALJA (m) | ŠTEVILO STRELOV | HITROST (m/s) | ENERGIJA |
| ------ | ------------- | -------------- | ---------- | -------- | ------------ | --------------- | ------------- | -------- |
| BR1    | Puška/pištola | .22 LR         | LB/RN      | 2.6      | 10           | 3               | 360 +/- 10    | 170 J    |
| BR2    | Ročna pištola | 9x19 mm        | FMJ/RN/SC  | 8.0      | 5            | 3               | 400 +/- 10    | 640 J    |
| BR3    | Ročna pištola | .357 magnum    | FMJ/CB/SC  | 10.2     | 5            | 3               | 430 +/- 10    | 940 J    |
| BR4    | Ročna pištola | .44 magnum     | FMJ/FN/SC  | 15.6     | 5            | 3               | 440 +/- 10    | 1510 J   |
| BR5    | Puška         | 5.56x45 NATO   | FMJ/PB/SCP | 4.0      | 10           | 3               | 950 +/- 10    | 1800 J   |
| BR6    | Puška         | 7.62x51 NATO   | FMJ/PB/SC  | 9.5      | 10           | 3               | 83O +/- 10    | 3270 J   |
| BR7    | Puška         | 7.62x51 NATO   | FMJ/PB/HC  | 9.8      | 10           | 3               | 820 +/- 10    | 3290 J   |

LB (lead bullet) – svinčena krogla
FMJ (full metal jacket bullet) – polnooplaščena krogla

V tabeli je prikazano kolikšno energijo potrebuje določena pištola z določenim strelivom, da dobi možnost prebiti neprebojno steklo. Zajet je tip pištole, kaliber, strelivo, masa, razdalja, hitrost in na koncu energija, katera je bila potrebna za preboj stekla.